# Dasyrhicnoessa mathisi
Dasyrhicnoessa mathisi är en tvåvingeart som beskrevs av Lorenzo Munari 2002. Dasyrhicnoessa mathisi ingår i släktet Dasyrhicnoessa och familjen Canacidae.
Artens utbredningsområde är Påskön. Inga underarter finns listade i Catalogue of Life.